# Águas Lindas de Goiás
Águas Lindas de Goiás város Brazíliában, Goiás államban. Lakosainak száma 225 693 fő (2022). Águas Lindas de Goiás Cocalzinho de Goiás, Brazíliaváros, Padre Bernardo és Santo Antônio do Descoberto községekkel határos.

## Népesség
A település népességének változása:
| Lakosok száma | 105 746 | 159 378 | 217 698 | 222 850 | 225 693 |
|               | 2000    | 2010    | 2020    | 2021    | 2022    |